# Ava Stewart
Ava Stewart (Lebanon, 30 settembre 2005) è una ginnasta canadese, vice campionessa nazionale nel 2021.

## Carriera

### 2021
A giugno viene scelta per rappresentare il Canada ai Giochi Olimpici, insieme a Brooklyn Moors, Shallon Olsen e Elsabeth Black.
Il 25 luglio prende parte alle Qualifiche, ma il Canada non riesce a qualificarsi per la finale a squadre.